# The Last Puff
The Last Puff è il quarto album degli Spooky Tooth, pubblicato dalla Island Records nel 1970. 

## Storia
È il primo album della band inciso senza il cantante e tastierista Gary Wright.  I membri della Grease Band Henry McCullough, Chris Stainton e Alan Spenner si unirono ai membri originali degli Spooky Tooth Harrison, Grosvenor e Kellie per completare l'album. I membri della Grease Band avevano raggiunto la fama internazionale l'anno prima, supportando Joe Cocker a Woodstock. L'album è stato co-prodotto da Christ Stainton e Chris Blackwell.

## Tracce
1. I Am the Warlus – 6:20
2. The Wrong Time – 5:07
3. Something to Say – 6:05
4. Nobody There at All – 4:06
5. Down River – 5:20
6. Son of Your Father – 4:02
7. The last Puff – 4:15